# Provinz Laguna
Koordinaten: 14° 10′ N, 121° 20′ O
Laguna ist eine Provinz der Philippinen auf der Insel Luzon in der Region CALABARZON. Der Sitz der Provinzregierung befindet sich in der Gemeinde Santa Cruz.
Ihren Namen verdankt die Provinz der Laguna de Bay, dem größten See der Philippinen, den die Provinz zur Hälfte umschließt.
Die Provinz hat 3.035.081 Einwohner (Zensus 1. August 2015) und eine Fläche von 1.759,7 km². Die durchschnittliche Bevölkerungsdichte liegt bei 1725 Menschen pro km². Teresita S. Lazaro ist die Gouverneurin der Provinz.

## Geographie
Laguna liegt südöstlich von Metro Manila, südlich der Provinz Rizal, westlich von Quezon, nördlich von Batangas und östlich von Cavite.
Die Provinz umfasst den gesamten südlichen Bereich der Umgebung der Laguna de Bay, des größten Sees des Landes. In der Nähe des Sees liegt der Berg Makiling, der für seine zahlreichen heißen Quellen bekannt ist, die überall entlang seiner Hänge zu finden sind. In der Nähe der südlichen Grenze liegen der San Cristobal und der Banahaw, der höchste Berg der Provinz. Beide Berge haben eine mythologische Bedeutung für die einheimische Bevölkerung. Insgesamt entspringen dem Gebirge in der Provinz ca. 40 Flüsse, mit einer Gesamtfläche von fast 5 Quadratkilometern. Die letzten Regenwaldgebiete der Provinz liegen im Mounts-Banahaw-San-Cristobal-Nationalpark.
Die Pagsajan-Wasserfälle sind ein über die Grenzen des Landes hinaus bekannter Wasserfall, der inmitten des Urwaldes liegt und nur per Boot erreicht werden kann.
Der östliche Teil von Laguna wird von den südlichsten Ausläufern des Sierra-Madre-Gebirges überspannt, in den der Caliraya-See und der Lumot-See liegen.

## Bevölkerungsentwicklung
Entwicklung der Bevölkerung seit der Volkszählung 1990.
| Jahr | Einwohnerzahl |
| ---- | ------------- |
| 1990 | 1.370.232     |
| 2000 | 1.965.872     |
| 2010 | 2.669.847     |
| 2015 | 3.035.081     |

## Sprachen
Die Hauptsprache ist Tagalog, daneben ist auch Englisch weitverbreitet.

## Politische Gliederung
Laguna ist untergliedert in 26 eigenständig verwaltete Gemeinden und 4 Städte. Die Gemeinden und Städte setzen sich aus insgesamt 674 Barangays (Ortsteile) zusammen. Die Provinz ist weiterhin in drei Kongress Distrikte aufgeteilt.

### Städte
- Biñan City
- Cabuyao
- Calamba City
- San Pablo City
- Santa Rosa City

### Gemeinden
| - Alaminos - Bay - Calauan - Cavinti - Famy - Kalayaan - Liliw - Los Baños - Luisiana - Lumban - Mabitac - Magdalena | - Majayjay - Nagcarlan - Paete - Pagsanjan - Pakil - Pangil - Pila - Rizal - San Pedro - Santa Cruz - Santa Maria - Siniloan - Victoria |

## Wirtschaft
Die Wirtschaft von Laguna lebt vor allem von der landwirtschaftlichen Produktion. In der Provinz werden dabei insbesondere Kokosnüsse, Reis, Zuckerrohr, Zitrusfrüchte, Lanzones und andere Agrarprodukte angepflanzt. Die weiten Felder zwischen den ausgedehnten Waldflächen sind ebenso ideal für den Anbau von Gemüse, tropischer Früchte, Orchideen sowie verschiedener dekorativer Blumen und exotischen Pflanzen.
Daneben lebt die Provinz von ihren touristischen Attraktionen wie den Pagsanjan-Wasserfall, den Hot Springs von Los Baños, dem Makiling National Park, dem Caliraya-See.und dem Laguna de Bay. Der Grad der wirtschaftlichen Entwicklung variiert dabei deutlich. Die Städte in der Nähe der Metro Manila haben eine starke Industrialisierung erfahren, während in den Ortschaften abseits der Metropolanbindung weiterhin die landwirtschaftliche Produktion und die Fischerei im Vordergrund steht, wobei ebenso agrarbasierende Industrien und Kleinindustrielle Betriebe ansässig sind.
Laguna ist zudem mit verschiedenen natürlichen Ressourcen ausgestattet. Die Wälder bestehen aus Bambus, Rattan und weichen Hartholzsorten. Die Provinz ist zudem reich an Bodenschätzen wie Ton, Jaspis und Basaltglas.

## Geschichte
Die Provinz Laguna wurde nach der Laguna de Bay (spanisch „See von Bay“) benannt. Diese wiederum erhielt ihren Namen durch die Ortschaft Bay, der ersten Hauptstadt der Provinz.
Im Jahr 1571 eroberte eine Expedition von hundert spanischen und mexikanischen Soldaten, begleitet von zahlreichen einheimischen Verbündeten aus den Visayas und angeführt von Captain Juan de Salcedo, das Gebiet der heutigen Provinz und die umliegenden Landesteile für das Spanische Königreich.
Im Jahre 1577 erreichten Missionare der Franziskaner den Hafen von Manila und begannen ab 1578 mit der Christianisierung des heutigen Provinzgebietes, sowie der Gebiete von Morong (nun die Provinz Rizal), Tayabas (jetzt Quezon) und der gesamten Bicol-Halbinsel. Juan de Placencia und Diego de Oropesa waren die ersten Franziskaner, die in diese Region gesandt wurden. Ab 1580 gründete man die Orte Bay, Caliraya, Majayjay, Nagcarlán, Liliw, Pila, Santa Cruz, Lumban, Pangil und Siniloan. Im Jahre 1678 gründete Fray Hernando Cabrera die Ortschaft San Pablo de los Montes (jetzt San Pablo) und ließ hier eine hölzerne Kirche und ein Kloster erbauen, die innerhalb der Provinz noch heute einen besonderen Stellenwert besitzen.
Im Jahre 1670 wurden die Grenzverläufe zwischen Lucban, Majayjay und Cavite festgelegt. Die bevölkerungsreichste Stadt war zu dieser Zeit die Ortschaft Bay, die bis 1688 die Hauptstadt der Provinz gewesen war. Danach wurde der Sitz der Landesregierung nach Pagsanjan verlegt und später, im Jahre 1858, nach Santa Cruz. Im Jahre 1754 wurde die Provinz in die neuen Provinzen Laguna und Tayabas geteilt, wobei der Malinao River die Ortschaften Majayjay und Lumban trennte und seither den Grenzfluss zwischen beiden Provinzen darstellt.
Die Provinz war im 17. Jahrhundert der Schauplatz zweier blutiger Schlachten, nachdem die Chinesen zwei Mal einen Aufstand gegen die spanische Kolonialherrschaft initiierten. Der erste fand im Jahre 1603 statt und endete mit der Niederlage der chinesischen Eindringlinge in den Bergen von San Pablo. Die zweite datierte aus dem Jahr 1639, als sich einige chinesische Einheiten im Hochland von Cavinti und Lumban festsetzten, bevor sie sich nach einem Jahr in Pagsanjan ergeben mussten.
Während der britischen Invasion (1762–1764) wurden die Truppen der spanischen Kolonialregierung bei der Verteidigung des Landes durch einheimische Verbände aus Laguna unterstützt. Nach der erfolgreichen Zurückschlagung der britischen Invasionsbemühungen wandelte sich der Beistand der einheimischen Bevölkerung mit den Jahren in eine erbitterte Feindschaft gegenüber der spanischen Krone. Schwere Misshandlungen durch die Kolonisatoren, vor allem durch den Klerus, begleitet von stetiger Intoleranz, die den Einheimischen durch die religiöse Herrschaft entgegengebracht wurde, entfachten den Zorn der Bevölkerung Lagunas. Dies führte im Jahr 1840 zu einer Revolte in der Ortschaft Lucban, die unter der Führung von Hermano Pule (Apolinario de la Cruz) begonnen wurde und der sich die Bewohner der Ortschaften Majayjay, Nagcarlán, Bay und Biñan anschlossen.
Im Jahre 1896 unterstützen ein weiteres Mal Tausende Einwohner der Provinz die durch den Katipunan initiierte Philippinische Revolution. Laguna war dabei eine der acht Provinzen, in denen sich der Aufstand gegen die spanische Kolonialmacht besonders schnell ausbreitete. Die schlecht ausgerüsteten Revolutionäre kämpften dabei gegen gut bewaffnete spanische Einheiten. Ihre militärische Unterlegenheit wurde jedoch durch ihre Anzahl und Entschlossenheit ausgeglichen, so dass sich am 31. August 1898 die letzten spanischen Truppen in Santa Cruz ergeben mussten.
Nach dem Ausbruch des Philippinisch-Amerikanischen Krieges (1899–1901), organisierten die Generäle Juan Cailles und Paciano Rizal die Verteidigung der Provinz Laguna, deren Kapitulation am 3. Juni 1901 jedoch unausweichlich war. Cailles wurde später zum ersten philippinischen Gouverneur der Provinz Laguna unter amerikanischer Flagge ernannt.
Während der japanischen Besetzung der Philippinen (1942–1945) war das Provinzgebiet erneut ein Zentrum des philippinischen Widerstandes. Nachdem im Oktober 1944 durch die Invasion auf Leyte die Rückeroberung der Philippinen durch alliierten philippinisch-amerikanischen Streitkräfte begonnen hatte, stieg ab 1945 die Anzahl der Angriffe philippinischer Soldaten und Guerillatruppen gegen die japanischen Streitkräfte, die sich letztlich im September 1945 ergeben mussten.

## Klima
Das Klima der Provinz ist, insbesondere in dem Gebiet westlich der Gemeinde Santa Cruz, von November bis April relativ trocken, während es in der Nähe der südlichen Grenze während des restlichen Jahres von Regen geprägt ist. Die meisten Teile im östlichen und südlichen Provinzabschnitt besitzen keine unterscheidbar Trocken- oder Regenperiode, hier können Niederschläge gleichmäßig über das Jahr verteilt vorkommen.

## Persönlichkeiten
Folgende philippinischen Persönlichkeiten stammen aus der Provinz Laguna:
- Pedro Pelaez bedeutender Reformator und Vater der Säkularisierungsbewegung auf den Philippinen
- Ambrosio Rianzares Bautista, Biñan City, Rechtsanwalt und Verfasser der philippinischen Unabhängigkeitserklärung vom 12. Juni 1898
- José Rizal (Calamba City) – Philippinischer Nationalheld[3]
- Charice Pempengco (Cabuyao) – International Singer/Recording Artist
- Ronato „The Volcano“ Alcano (Calamba City) – Professioneller Poolspieler

## Hochschulen
- Polytechnic University of the Philippines

## Sehenswürdigkeiten
- Der Rizal-Schrein in Calambâ City
- Der Japanische Garten in Cavinti
- Die Pagsajan-Wasserfälle in Pagsanjan
- Der Berg Makiling bei Calamba City und Los Baños
- Die Hidden Valley Springs in Calauan
- Der Crocodile-See in Los Baños
- Eight Mountains in Nagcarlán mit dem Mt. Atimla, dem Mt. Mabilog, dem Mt. Nagcarlán, dem Mt. Malauban, dem Mt. Lansay, dem Mt. Bayaquitos, dem Mt. Cristóbal und dem Mt. Banahaw.
- Seven Lakes um San Pablo City herum mit dem Sampaloc Lake, dem Lake Bunot, dem Lake Calibato, dem Lake Pandin, dem Lake Yambo, dem Lake Palakpakin und dem Lake Muhikap.
- Der Dalitiwan River und die Taytay Fälle in Majayjay
- Die Buruwisan-Wasserfälle in Sinilóan
- Das Pila Municipal Museum in Pila
- Das Pook ni María Makiling in Los Baños
- Das Hot Spring Resorts in Calamba City